# Sam Stanton
Samuel Stanton (Edimburgo, Escocia, 19 de abril de 1994) es un futbolista escocés que juega de centrocampista en el St. Johnstone F. C. del Campeonato de Escocia.

## Trayectoria

### Hibernian
Stanton fue miembro de la escuadra sub-23 del Hibernian Football Club. Fue ascendido al primer equipo el 28 de diciembre de 2011. Debutó profesionalmente el 28 de enero de 2012 ante el Rangers Football Club.
Firmó un contrato por tres años con el Hibernian en septiembre de 2012. En enero de 2013 fue enviado a préstamo al Cowdenbeath. Solo jugó dos encuentros en su nuevo club, ya que una lesión en la rodilla que requirió cirugía lo dejó fuera de las canchas.
Stanton se estableció en el equipo titular del Hibernian en la temporada 2013-14. En abril de 2014 renovó su contrato con el club por cuatro años.
Luego de 6 años en el club, y pasar a préstamo por el Livingston, Dumbarton y Dundee United, el centrocampista fichó permanentemente por este último club en enero de 2018.

### Dundee United
El 19 de enero de 2018 fichó por el Dundee United por dos años y medio.

### Phoenix Rising FC
El 23 de enero de 2020, Stanton fichó por el Phoenix Rising FC de la USL Championship estadounidense.

## Selección nacional
Stanton fue internacional a nivel juvenil con la selección de Escocia entre 2012 y 2014.

## Estadísticas
Actualizado al último partido disputado el 25 de octubre de 2020
| Hibernian F. C. Escocia | 1.ª           | 2011-12       | 2   | 0  | 0  | 0 | ― | ― | 2   | 0  |
| Hibernian F. C. Escocia | 1.ª           | 2012-13       | 1   | 0  | 0  | 0 | ― | ― | 1   | 0  |
| Cowdenbeath F. C. Escocia | 2.ª           | 2012-13       | 2   | 0  | 0  | 0 | ― | ― | 2   | 0  |
| Cowdenbeath F. C. Escocia | Total club    | Total club    | 2   | 0  | 0  | 0 | 0 | 0 | 2   | 0  |
| Hibernian F. C. Escocia | 1.ª           | 2013-14       | 30  | 2  | 2  | 1 | 1 | 0 | 33  | 3  |
| Hibernian F. C. Escocia | 2.ª           | 2014-15       | 22  | 1  | 6  | 2 | ― | ― | 28  | 3  |
| Hibernian F. C. Escocia | 2.ª           | 2015-16       | 4   | 0  | 2  | 1 | ― | ― | 6   | 1  |
| Hibernian F. C. Escocia | Total club    | Total club    | 59  | 3  | 10 | 4 | 1 | 0 | 70  | 7  |
| Livingston F. C. Escocia | 2.ª           | 2015-16       | 15  | 3  | 1  | 0 | ― | ― | 16  | 3  |
| Livingston F. C. Escocia | Total club    | Total club    | 15  | 3  | 1  | 0 | 0 | 0 | 16  | 3  |
| Dumbarton F. C. Escocia | 2.ª           | 2016-17       | 26  | 4  | 1  | 0 | ― | ― | 27  | 4  |
| Dumbarton F. C. Escocia | Total club    | Total club    | 26  | 4  | 1  | 0 | 0 | 0 | 27  | 4  |
| Dundee United F. C. Escocia | 2.ª           | 2017-18       | 39  | 5  | 9  | 2 | ― | ― | 48  | 7  |
| Dundee United F. C. Escocia | 2.ª           | 2018-19       | 27  | 2  | 5  | 0 | ― | ― | 32  | 2  |
| Dundee United F. C. Escocia | 2.ª           | 2019-20       | 17  | 3  | 5  | 0 | ― | ― | 22  | 3  |
| Dundee United F. C. Escocia | Total club    | Total club    | 83  | 10 | 19 | 2 | 0 | 0 | 102 | 12 |
| Phoenix Rising Estados Unidos | 2.ª           | 2020          | 18  | 4  | ―  | ― | ― | ― | 18  | 4  |
| Phoenix Rising Estados Unidos | Total club    | Total club    | 18  | 4  | 0  | 0 | 0 | 0 | 18  | 4  |
| Total carrera | Total carrera | Total carrera | 203 | 24 | 31 | 6 | 1 | 0 | 235 | 30 |
| (1) Incluye datos de la Copa de Escocia, Copa de la Liga de Escocia y Scottish Challenge Cup (2) Incluye datos de la Liga Europa de la UEFA |               |               |     |    |    |   |   |   |     |    |